# 蓝船旗

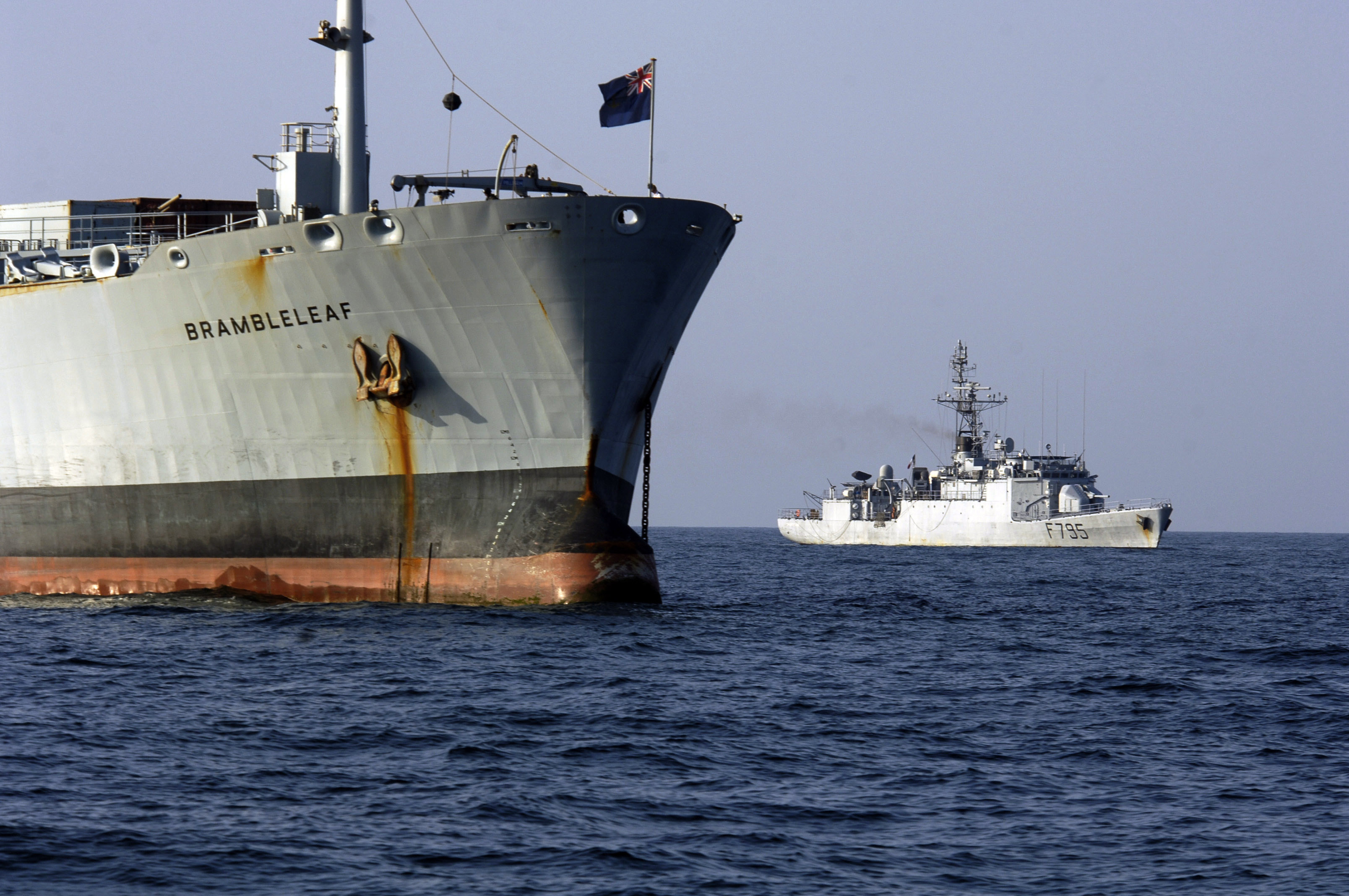
英国皇家海军补给舰队的荆棘叶号悬挂蓝船旗

蓝船旗（英語：Blue Ensign），又譯藍色軍旗，为英国的政府用船旗。由于大部分海外领土的发现与远洋航行有关，常在加上纹徽后用做英国海外领地的民船旗。在制定相关的组织、领地旗上也大多参考当地民船旗的设计，例如澳大利亚国旗和新西兰国旗的设计来自于先前的民船旗。蓝船旗的演变与英国国旗密切相关。

## 歷代版本

17世纪的 英格兰蓝船旗
18世纪的 不列顛蓝船旗

## 擁有旗幟代表的地方

### 主权国家

澳大利亚国旗
新西兰国旗
库克群岛国旗
斐济国旗（淺藍）
图瓦卢国旗（浅蓝）

### 英国的构成国

威尔士政府海洋及漁業部船隻旗幟[1]

### 地区

塔斯马尼亚州州旗
新南威尔士州州旗
昆士兰州州旗
南澳大利亚州州旗
维多利亚州州旗
西澳大利亚州州旗

### 海外属地

安圭拉旗帜
百慕大政府旗
英属维尔京群岛旗帜
开曼群岛旗帜
福克兰群岛旗帜
直布罗陀政府旗
蒙特塞拉特旗帜
圣赫勒拿旗帜
皮特凯恩群岛旗帜
特里斯坦-达库尼亚旗帜
阿森松岛旗帜
特克斯与凯克斯群岛旗帜
南乔治亚岛与南桑威奇群岛旗帜
英屬香港旗帜